# Liste des sites Natura 2000 de l'Essonne

Logo de Natura 2000.

Le réseau Natura 2000 rassemble, à l'échelle de l'Union européenne, les sites naturels protégés en vertu des directives oiseaux et habitats.
Le département de l'Essonne compte 10 sites classés Natura 2000 : 7 bénéficient d'un classement comme zone spéciale de conservation (ZSC), 3 comme zone de protection spéciale (ZPS).

## Statistiques
La ZPS et la ZSC du « Massif de Fontainebleau » se superposent intégralement, seule une très petite partie de ce site est situé en Essonne. La ZPS « Marais de Fontenay-le-vicomte et d'Itteville » et la ZSC « Marais des basses vallées de la Juine et de l'Essonne » se superposent en grande partie pour former un site Natura 2000 unique qui s'étends sur 522 ha.
Ainsi, le réseau Natura 2000, couvre une surface de 3 216 ha, environ, dans le département de l'Essonne, soit 0,017% de sa superficie. Cette surface est faible par rapport au pourcentage de la superficie régionale couverte par Natura 2000 qui est de 8,36% pour l'Île-de-France, selon l'INPN.

## Liste
| Site                                                  | Type | Superficie (ha)                 | Fiche     | Coordonnées                      | Photo |
| ----------------------------------------------------- | ---- | ------------------------------- | --------- | -------------------------------- | --- |
| Buttes gréseuses de l'Essonne                         | ZSC  | +00024,58                       | FR1100806 | 48° 30′ 09″ nord, 2° 27′ 42″ est | platière du télégraphe                                                                                               |
| Champignonnières d'Étampes                            | ZSC  | +0 0001,                        | FR1100810 | 48° 25′ 49″ nord, 2° 10′ 53″ est | Murins à oreilles échancrées dans la champignonnière d'Étampes, photographiés lors d'un comptage le 10 février 2023. |
| Haute vallée de l'Essonne                             | ZSC  | +00971,                         | FR1100799 | 48° 20′ 19″ nord, 2° 24′ 48″ est | |
| Marais des basses vallées de la Juine et de l'Essonne | ZSC  | +00397,                         | FR1100805 | 48° 33′ 26″ nord, 2° 23′ 38″ est | |
| Massif de Fontainebleau                               | ZSC  | +28 063, dont 999 ha en Essonne | FR1100795 | 48° 25′ 00″ nord, 2° 40′ 00″ est | |
| Pelouses calcaires du Gâtinais                        | ZSC  | +00310,                         | FR1100802 | 48° 22′ 07″ nord, 2° 18′ 50″ est | |
| Pelouses calcaires de la haute vallée de la Juine     | ZSC  | +00103,                         | FR1100800 | 48° 21′ 04″ nord, 2° 09′ 32″ est | pelouse calcaire à Abbéville-la-Rivière                                                                              |
| Marais d'Itteville et de Fontenay-le-Vicomte          | ZPS  | +00522,                         | FR1110102 | 48° 33′ 26″ nord, 2° 23′ 24″ est | |
| Massif de Fontainebleau                               | ZPS  | +28 059, dont 999 ha en Essonne | FR1110795 | 48° 25′ 00″ nord, 2° 40′ 00″ est | |
| Massif de Rambouillet et zones humides proches        | ZPS  | +17 110,                        | FR1112011 | 48° 41′ 09″ nord, 1° 47′ 52″ est | |